# موسسه پژوهشی پرواز گروموف
گروموف (روسی: Лётно-исследовательский институт имени М.  М.  Громова) شرکت هوافضای روس است، که در سال ۱۹۴۱ تأسیس شد.